# 新上五島町立北魚目小学校
新上五島町立北魚目小学校（しんかみごとうちょうりつ きたうおのめしょうがっこう）は長崎県南松浦郡新上五島町小串郷にある公立小学校。
略称「北小」（きたしょう）。
五島列島の中通島に位置している。

## 概要
歴史
1875年（明治8年）に「榎津小学校小串分校」として創立。2015年（平成27年）に創立140周年を迎える。
校区
住所表記で「長崎県南松浦郡新上五島町」のうち新魚目地区（大浦、小串、曽根、立串、小瀬良、大瀬良、大水、江袋、赤波江、仲知、一本松、竹谷、米山、津和崎）。
中学校区は新上五島町立北魚目中学校。2018年（平成30年）4月より中学校区は新上五島町立魚目中学校となる（予定）。
校章
波の絵を背景にして校名の「北小」の文字（縦書き）を置いている。
校歌
1916年（大正5年）に制定。作詞は平田与七、作曲は島村吉門による。歌詞は2番まであり、校名は歌詞中に登場しない。

## 沿革
前身（小串小学校）
- 1875年（明治8年）5月 - 「第五大学区第五中学区[2]榎津小学校 小串分校」が小串郷中筋に設置される。児童数は40名、六等助訓（助教諭）神崎鈴衛が教授を開始。
- 1879年（明治12年）12月 - 小串分校が分離し、「小串部公立小串小学校」として独立。立串分校・曽根分校・津和崎分校・仲知分舎が移管される。
- 1882年（明治15年）4月 - 中等科（3年課程）を設置し、「中等小串小学校」に改称。立串・曽根分校には初等科（3年課程）が設置される。
- 1886年（明治19年）6月 - 小学校令の施行により、「尋常小串小学校」に改称。修業年限を4年（=義務教育年限）とする。補習科を設置。
  - 有川村の中筋に（長崎県）第十九高等小学校が設置される。
  - 立串分校と曽根分校が分離し、それぞれ簡易立串小学校、簡易曽根小学校として独立。修業年限は3年。
- 1887年（明治20年）
  - 5月 - 津和崎分校が分離し、簡易津和崎小学校として独立。
  - 7月 - 児童数の増加により校舎がせまくなったため、民家を借用して分舎とする。
- 1888年（明治21年）2月 - 女児を対象に裁縫科を設置。
- 1889年（明治22年）
  - 4月 - 町村制の施行により、北魚目村立の小学校となる。
  - 7月 - 小串郷中筋に新校舎が完成。
  - 11月 - 夜学校を開設。
- 1893年（明治26年）
  - 1月 - 「小串尋常小学校」に改称（「尋常」の位置が変わる）。補習科と夜学校を廃止。
  - 7月 - 補習科（夜間2年制）を設置。
- 1896年（明治29年）4月 - 生徒貯金法を実施。
- 1898年（明治31年）10月 - 小串郷字田渕に新校舎が完成し移転を完了。
- 1899年（明治32年）10月 - 教授科目に体操と唱歌が加えられる。
- 1903年（明治36年）5月 - 学校医嘱託を開始。
- 1904年（明治37年）
  - 8月 - 暴風雨により校舎が傾倒。
  - 9月 - 危険校舎になったため、児童を立串尋常小学校へ移す。

前身（立串小学校）
- 1875年（明治8年）5月 - 「第五大学区第五中学区榎津小学校 立串分校」が立串郷先筋に設置される。児童数は35名、六等助訓（助教諭）宮田住衛が教授を開始。
- 1879年（明治12年）12月 - 移管により「小串部公立小串小学校 立串分校」となる。
- 1882年（明治15年）4月 - 初等科（3年課程）を設置し「中等小串小学校 初等立串分校」に改称。
- 1886年（明治19年）6月 - 小学校令の施行により、小串小学校より分離し「簡易立串小学校」として独立。修業年限を3年とする。
- 1888年（明治21年）9月 - 補習科を設置。
- 1889年（明治22年）4月 - 町村制の施行により、北魚目村立の小学校となる。
- 1890年（明治23年）1月 - 「尋常立串小学校」に改称。修業年限を4年とする。
- 1893年（明治26年）1月 - 「立串尋常小学校」に改称（「尋常」の位置が変わる）。補習科（夜間3年制）を設置。
- 1898年（明治31年）
  - 1月 - 生徒貯金法を実施。
  - 3月 - 児童数の増加で校舎がせまくなったため、立串郷字平野に校舎建設を開始。
- 1899年（明治32年）
  - 7月 - 新校舎が完成。
  - 10月 - 教授科目に体操・唱歌を加える。
- 1903年（明治36年）5月 - 小串尋常小学校が前月の暴風雨で傾倒し危険校舎となったため、その児童を立串尋常小学校に収容して授業を開始。

前身（曽根小学校）
- 1875年（明治8年）5月 - 「第五大学区第五中学区榎津小学校 曽根分校」が青方村曽根郷前田に設置される。児童数は21名、貞方杢兵衛が教授を開始。
- 1878年（明治11年）- 曽根地区が青方村から分離し、曽根村となる。
- 1879年（明治12年）12月 - 移管により「小串部公立小串小学校 曽根分校」となる。
- 1882年（明治15年）4月 - 初等科（3年課程）を設置し「中等小串小学校 初等曽根分校」に改称。
- 1886年（明治19年）6月 - 小学校令の施行により、小串小学校より分離し「簡易曽根小学校」として独立。修業年限を3年とする。
- 1889年（明治22年）4月 - 町村制の施行により、曽根村が北魚目村に編入され、北魚目村立の小学校となる。
- 1890年（明治23年）2月 - 児童数の増加で校舎がせまくなったため、民家を買収し校舎に改造。
- 1893年（明治26年）1月 - 「曽根尋常小学校」に改称。修業年限を4年とする。
- 1896年（明治29年）11月 - 児童数の増加で校舎がせまくなったため、曽根郷字前田に校舎建設を開始。
- 1897年（明治30年）4月 - 新校舎が完成し移転を完了。
- 1901年（明治34年）5月 - 更なる児童数の増加により校舎がせまくなったが、経費不足により暫定的に授業を午前と午後に分け、二部教授を実施。

統合・北魚目小学校
- 1905年（明治38年）1月 - 小串・立串・曽根の尋常小学校3校が統合され、「北魚目尋常小学校」となる。1月8日に授業を開始。
  - 校長には川崎常次が就任。他職員5名。児童総数は408名で7学級編成とする。
  - 校地を北魚目字ヒラトコに設定し、校舎建設を開始。校舎が完成するまでの間、旧3校の校舎を仮校舎として使用。
- 1906年（明治39年）
  - 5月 - 高等科を併置し、「北魚目尋常高等小学校」（尋常科4年・高等科2年）に改称。高等科に44名（男子30・女子11）が入学。
    - 授業料が無料の尋常小学校とは異なり、義務教育ではない高等小学校は授業料を徴収していた。この当時の授業料は1名当たり30銭。
    - 高等科の仮校舎を立串郷字平野の家屋に設置。

  - 6月 - 児童数の増加により、2学年で二部授業を実施。高等科の教授科目に農業科が加えられる。
- 1907年（明治40年）
  - 2月 - 立串郷南河原に松苗2,500本を植樹。
  - 5月 - 旧小串校・曽根校にあった天皇および皇后の御真影を奉還。
- 1908年（明治41年）4月 - 小学校令の改正で義務教育年限が4年から6年に延長されたため、尋常科5・6年を設置（尋常科6年・高等科2年）。
  - 旧・高等科1年を尋常科5年、旧・高等科2年を尋常科6年、旧・高等科3年を高等科1年、旧・高等科4年を高等科2年に振り替える。
- 1909年（明治42年）11月 - 統合新校舎が完成。しかいわずか20日余りで暴風にあい全壊したため、仮校舎での授業を余儀なくされる。
- 1911年（明治44年）
  - 4月 - 北魚目実業補習学校を併置。
  - 6月 - 新校舎（2棟）が完成。
- 1912年（明治45年／大正元年）9月 - 第二校舎（元・立串校の校舎）が焼失。
- 1915年（大正4年）
  - 4月 - 校舎を増築。
  - 5月 - 併設の実業補習学校に裁縫科が設置される。
- 1916年（大正5年）3月 - 校歌を制定。
- 1918年（大正7年）- 小瀬良と曽根の2ヶ所に分教場を設置。
- 1921年（大正10年）11月 - 本校校舎で4教室を増築。
- 1927年（昭和2年）10月 - 上五島連合運動会で優勝する。
- 1932年（昭和7年）
  - 10月 - 新校舎（8教室）が完成。
  - この年 - 保護者会が発足。
- 1933年（昭和8年）- 曽根分教場を廃止。
- 1935年（昭和10年）- 青年学校令の施行により、併設の北魚目実業補習学校が北魚目青年学校となる。
- 1936年（昭和11年）- 小瀬良分教場を廃止。
- 1937年（昭和12年）5月 - 上五島野球大会で優勝。
- 1939年（昭和14年）
  - 5月 - 上五島相撲大会で優勝。
  - 7月 - 全五島剣道大会で優勝。
- 1941年（昭和16年）4月1日 - 国民学校令の施行により、「北魚目村北魚目国民学校」に改称。尋常科を初等科に改める（初等科6年・高等科2年）
- 1943年（昭和18年）9月 - 海洋少年団を結成。
- 1944年（昭和19年）5月 - 女子挺身隊を結成。
- 1945年（昭和20年）
  - 3月 - 北魚目少年特攻隊を結成。
  - 7月 - 北魚目学徒隊を結成。
  - 8月 - 終戦。
- 1946年（昭和21年）
  - 1月 - 御真影を返還。
  - 7月 - 奉安殿を撤去。
- 1947年（昭和22年）
  - 4月1日 - 学制改革（六・三制の実施）が行われる。
    - 国民学校の初等科が改組され「北魚目村立北魚目小学校」（修業年限6年）となる。各学年2クラスで計12学級。
    - 国民学校の高等科は青年学校の普通科と統合され、新制中学校「北魚目村立北魚目中学校」（修業年限3年）となり、当面の間小学校に併設される。

  - 8月 – 全教職員が10日間の新教育講習会を受講。
- 1948年（昭和23年）1月 - 子供銀行が開店。
- 1950年（昭和25年）- 北魚目子供会が発足。
- 1953年（昭和28年）6月 - 大雨でがけ崩れが発生し校舎の一部が使用不可能となる。
- 1954年（昭和29年）- 危険校舎を解体。
- 1955年（昭和30年）5月 - 2棟7教室の新校舎が完成。
- 1956年（昭和31年）
  - 9月30日 - 新魚目町の発足[3]により、「新魚目町立北魚目小学校」に改称。
  - 11月 - 校旗が贈呈される。
- 1959年（昭和34年）
  - 2月 - ピアノを設置。
  - 3月 - 放送設備を設置。
  - 9月 - 図書館が完成。
- 1961年（昭和36年）3月 - 特別教室（2教室）が完成。
- 1974年（昭和49年）7月 - 鉄筋コンクリート造新校舎（第一期工事）が完成。3年生以上が移転を完了。
- 1975年（昭和50年）5月 - 創立100周年記念式典を挙行。
- 1978年（昭和53年）3月 - へき地集会所が完成。
- 1982年（昭和57年）1月 - へき地集会所跡に体育館が完成。
- 1985年（昭和60年）
  - 6月 - 集中豪雨により校舎裏のがけが崩れ、校舎の一部に被害を受ける。
  - 12月 - 復旧。
- 2004年（平成16年）8月1日 - 新上五島町の発足により、「新上五島町立北魚目小学校」（現校名）に改称。
- 2009年（平成21年）4月1日 - 新上五島町立津和崎小学校を統合。
- 2011年（平成23年）4月1日 - 新上五島町立仲知小学校を統合。

## 周辺
- 新上五島町立北魚目中学校
- 立串郵便局

## アクセス
最寄りのバス停
- 西肥自動車（西肥バス）五島営業所「北魚目小学校前」バス停

最寄りの国道・県道
- 長崎県道32号有川新魚目線

## 参考資料
- 「新魚目町郷土誌」（1986年（昭和61年）9月30日発行, 新魚目町）p.369-